# Tafallia insularis
Tafallia insularis är en urinsektsart som först beskrevs av F. Bonet 1947.  Tafallia insularis ingår i släktet Tafallia och familjen Hypogastruridae. Inga underarter finns listade i Catalogue of Life.